# Associació de Dones Coreanes
L'Associació de Dones Coreanes (o Hangug-Yeoseong Tantxe Yeonhab) és una organització formada per 33 associacions centrades en els assumptes de les dones a Corea del Sud. Junt al Consell Nacional Coreà de les Dones, ajudà a coordinar les activitats de les organitzacions no governamentals que tracten amb els problemes de les dones i el feminisme al llarg del territori coreà. Ha contribuït als drets de les dones treballadores, a la democràcia al lluitar contra la dictadura i les estructures capitalistes i ha ajudat que l'agenda feminista haja passat a formar part de l'agenda estatal.
L'associació es va definir com a feminista en una etapa posterior a la seua fundació.

## Història
L'organització va ser creada el febrer de 1987. Estava formada per feministes d'esquerres a favor dels treballadors durant l'inici de les acusacions d'agressió sexual fetes per Kwon In Suk al govern coreà. Les dones involucrades eren un grup divers de treballadores de collar blau, dependentes, professionals, mestresses de casa, universitàries, dones rurals i dones pobres que viuen a les ciutats. L'organització també estava connectada al moviment minjung i el moviment democràtic national. Inicialmente hi havia 21 organitzacions per a crear l'associació, totes relaciones amb el moviment minjung. Algunes de les organitzacions originals incloïen la Societat de les Dones per la Democràcia, la Línia directa de les Dones Coreanes, el Periòdic de les Dones (ara anomenat Les notícies de les dones), l'Associació de Dones Treballadores Coreanes, les Grangeres Catòliques Coreanes, el Comitè de les Dones i altres.
Durant la dècada de 1980 criticà el moviment de les dones del Consell Nacional Coreà de les Dones considerant que se centraven en poques coses, concretament l'estatus de les dones i les experiències de les dones de classe mitjana. Així, en els seus inicis es va centrar en aconseguir la democràcia, la independència de la intervenció estatunidenca i la igualtat entre homes i dones. Durant el 1987, quan acabà el govern de Chun Doo-Hwan, les membres de l'associació es posaren trosos de cànem als cabells simbolitzant la fi de la dictadura. També informà mitjançant una campanya dels danys provocats pel gas lacrimogen emprat per la policia sud-coreana.
Les estratègies per aconseguir la democratització del país canviaren d'una dècada a una altra (la dècada del 1990). L'associació aprofità la llibertat política per centrar-se més a les institucions polítics i menys en les manifestacions al carrer. Així creà dins les institucions estatals democràtiques espais per a les dones en l'àmbit polític. Durant la dècada de 1990 pressionà aconseguint que es feren els canvis legals següents: la Llei d'Igualtat d'Oportunitats en el Treball (1988), la Llei de la Família (1989), la Llei del Cuidat dels Xiquets (1991), la Llei d'Igualtat d'Oportunitats en el Treball (1989), la Llei del Càstic als Crims de Violència Sexual (1993), la Llei de Prevenció de la Prostitució (1993), la Llei d'Assistència al Sustentamet a les Dones Forçades a l'Esclavatge Sexual pels Militars Japonesos (1995), Llei Bàsica per al Desenvolupament de les Dones (1995), la Llei de Prevenció de la Violència Sexual (1997), la Llei de Prevenció de la Violència Familiar (1997), la Llei del Càstic per al Proxenetisme (2002) i l'abolició del sistema de registre familiar (2003).
L'organització fou important perquè, al contrari que altres grups de dones coreans del moment, prengué una "postura d'oposició contra l'estat opressor" dirigit per Chun Doo-hwan. Així el 1990 criticà el president Chun Doo-hwan pel testimoni emès que donà. L'Associació de Dones Coreanes ajudà a les organitzacions que la formen que obtingueren suport financer, es feren reunions representant-les i s'organitzara una formació en lideratge.
L'organització treballà no soles per portar les dones a la mateixa posició que els homes, sinó que s'esforçà per transformar les estructures socials que oprimien les dones. Així, ajudà a promoure la baixa per maternitat, els problemes relatius al cuidat dels xiquets i el pagament del salari igual pel mateix treball realitzat. L'Associació de Dones Coreanes també va ser activa a adreçar-se a la violència sexual feta contra les dones. L'abril de 1992, l'organització establí el Comitè Especial per a la Legislació d'una Llei Especial contra la Violència Sexual. Açò portà que el govern anunciara "propostes substancials contra la violència sexual incloent la legislació d'una llei especial."
L'organització també centrà l'atenció en la participació i representació de les dones a la política local. Pel 1995, l'organització havia ajudat a augmentar significativament la participació de les dones a la política mitjançant el reclutament i la promoció de les candidates; 14 de les 17 foren elegides eixe any. També el 1995, se li va atorgar estatus legal per part del govern, sent abans d'açò una organització il·legal. De la fi de la dècada de 1990 fins al 2004 es passà d'una participació de dones a la política d'un 3% al 13%.
La política nacionalista i antiimperialista de l'associació va canviar per donar suport als assumptes de les dones. Així, donava suport a la reunificació de les Corees i també es mostraren a favor de la reducció del pressupost donat al sector militar perquè passaren a les ajudes de les dones. S'oposaren a la Guerra del Golf, la importació de míssils estatunidencs i cridaren l'atenció respecte els crims comesos per estatunidencs a Corea del Sud. També organitzaren reunions entre dones de les dues Corees per a la reunificació. També va expandir la classe de dones a les que orientava les seues polítiques: al intentar representar una diversitat de dones les va malinterpretar per una grup homogeni, convertint-se en un grup centrat en assumptes de dones de classe mitjana. En resum, l'organització passà de ser un grup de dissidents que lluitaven contra les estructures capitalistes a ser un moviment cívic típic que no se centra en les dones de classe treballadora.
Durant la dècada de 2000 i des de la fi de la dècada de 1990, l'associació va ser el blanc de crítiques d'altres organitzacions feministes. L'associació havia perdut la seua característica oposició radical a les polítiques de l'estat i, segons criticaren les feministes de la Nous Grups Feministes (l'onada feminista coreana posterior a l'associació), depenia dels fons de l'estat suposant una influència perversa sobre l'activisme feminista que pretenia l'associació. L'associació no mostrà preocupació pels efectes negatius de la globalització i no es va centrar en les dones lesbianes, discapacitades i treballadores irregulars mentre que sí se centrava en les dones treballadores regulars, sense discapacitats i de famílies heterosexuals. Destaca el fet que les minories sexuals no comptaven amb representació a l'associació. La prostitució fou un tema que el diferenciava dels Nous Grups Feministes: l'associació estava totalment en contra. El contrast entre l'associació, els Nous Grups Feministes i el feminisme més recent es pot resumir de la següent manera: l'associació seguia una ideologia basada en polítiques de la identitat típiques del feminisme progressista socialista mentre els NGF es basa en les polítiques de la identitat del feminisme radical i les feministes més recents segueixen un feminisme mitjançant una política transversal.
El 2013 no es va poder pronunciar de manera unànime respecte si cal considerar un delicte l'adulteri.
El gener de 2018, l'associació demanà, junt al Centre d'Ajuda en cas de Violència Sexual de Corea, que es reobrira la investigació de l'assassinat de l'actriu Jang Ja-yeon ocorregut el 2009. En març, l'associació donà suport a la secretària assetjada i violada pel governador socialdemòcrata Ahn Hee Jung. També demanà al govern sud-coreà que enfortira l'actuació en els delictes sexuals.